# Heptaster hughesii
Heptaster hughesii är en svampart som beskrevs av Cif., Bat. & Nascim. 1956. Heptaster hughesii ingår i släktet Heptaster, ordningen Capnodiales, klassen Dothideomycetes, divisionen sporsäcksvampar och riket svampar.   Inga underarter finns listade i Catalogue of Life.